# 爆轟
爆轟（ばくごう、detonation）とは、気体の急速な熱膨張の速度が音速を超え、衝撃波を伴いながら燃焼する現象である。

## 概説
一般的には、爆轟を起こしながら燃焼する物質を爆薬と呼ぶ。
爆轟においては熱伝導速度を超えて燃焼が起こる場合もあるが、これは衝撃波による断熱圧縮によって燃焼するためである。
なお、速度により、「高速爆轟」と「低速爆轟」に分けられる。
空気中に可燃性ガス（気化したガソリンなど）が充満して、これに着火する場合、爆轟が起きるかどうかは、
1. 気体の濃度
2. 空間の密閉強度
3. 着火する際に加えられるエネルギーの大きさ

に左右される。

## 研究
気体の爆轟現象を予測する最も古典的な方法は、デヴィッド・レナード・チャップマン（David Leonard Chapman, 1869年–1958年）とジャック・ジュグエ（Jacques Charles Emile Jouguet, 1871年–1943年）が提唱したCJ理論である。
代数方程式の比較的単純な集合によって記述されるCJ理論は、長年活用されてきた。
原爆の開発で、より高度な計算が必要になってくると、ジョン・フォン・ノイマンやヤーコフ・ゼルドビッチによって考え出された、より複雑なZND理論が用いられるようになった。しかし、ZND理論はあまりにも複雑で、高度な計算を要するため、通常では簡易なCJ理論が現在も用いられている。
CJ理論、ZND理論のどちらも1次元であり、安定したモデルを想定しているが、現実には不安定な3次元構造で爆轟が起きるため、より高度な理論の開発が求められている。